# John Mills
Sir John Mills, rodným jménem Lewis Ernest Watts Mills, (22. února 1908 – 23. dubna 2005) byl britský herec, který během své sedmdesátileté kariéry hrál ve více než 120 filmech. Před kamerou často ztvárňoval bezelstné, zraněné válečné hrdiny. V roce 1971 získal Oscara za nejlepší mužský herecký výkon ve vedlejší roli za výkon ve filmu Ryanova dcera.

## Život
Lewis Ernest Watts Mills se narodil 22. února 1908 v anglickém Norfolku. Začínal jako tanečník a sborista na londýnských operetních scénách. Na začátku druhé světové války se přihlásil ke královským ženistům do Britské armády. V roce 1942 byl kvůli vředu prohlášen za neschopného služby.
Velkou část kariéry ztvárňoval válečné hrdiny. Zahrál si například ve filmu Moře, náš osud (1942), v němž se objevila i jeho dcera Juliet. K dalším významným filmům s vojenskou tematikou patřily Waterloo Road (1945), Cesta ke hvězdám (1945) a Tunes of Glory (1960).
Mezi jeho filmy netýkající se vojenské tematiky patří Velké naděje (1946), v němž hrál Pipa, Buď, anebo (1954), Korunní svědek (1959), v níž debutovala jeho dcera Hayley, Ryanova dcera (1970), za kterou získal Oscara, a Gándhí (1982).
V roce 1941 oženil se spisovatelkou a dramatičkou Mary Hayley Bellovou. Předtím byl v letech 1932 až 1940 ženatý s herečkou Aileen Raymond. V roce 1960 byl jmenován komandérem Řádu britského impéria (CBE) a v roce 1976 byl pasován na rytíře královnou Alžbětou II. V roce 2002 získal BAFTA Fellowship od Britské akademie filmového a televizního umění a společnost Walt Disney ho jmenovala legendou společnosti Disney.
Napsal autobiografii s názvem Up in the Clouds, Gentlemen Please, která vyšla v roce 1980.
Zemřel 23. dubna 2005 v Denhamu v hrabství Buckinghamshire ve věku 97 let po mrtvici.

## Filmografie (výběr)
- Moře, náš osud (1942)
- Waterloo Road (1945)
- Cesta ke hvězdám (1945)
- Velké naděje (1946)
- Buď, anebo (1954)
- Korunní svědek (1959)
- Tunes of Glory (1960)
- Ryanova dcera (1970)
- Gándhí (1982)
- Hamlet (1996)